# Amédée Larrieu
Pour les articles homonymes, voir Larrieu.
Amédée Larrieu est un viticulteur et homme politique français né le 1er février 1807 à Brest (Finistère) et mort le 30 septembre 1873 à Paris.

## Biographie
Riche viticulteur du bordelais, il était propriétaire du château Haut-Brion à Pessac, et de Bastor-Lamontagne à Preignac.
En politique, il est représentant de la Gironde en 1848, siégeant avec les républicains. Opposant au Second Empire, il est élu conseiller général en 1860 et député de la Gironde de 1869 à 1870, siégeant avec la gauche intransigeante. Il redevient député de la Gironde de 1871 à 1873, inscrit à la Gauche républicaine.
Il laissa un bel héritage à son fils Eugène (1850-1896) qui légua à la ville de Bordeaux une somme de 150 000 francs, sous deux conditions : l’acquisition d'une toile de Delacroix, Boissy d'Anglas à la Convention ; et la réalisation d'une fontaine publique place de Pessac. En 1896, cette dernière sera renommée place Amédée-Larrieu. La fontaine, œuvre du sculpteur parisien Raoul Vernet, symbolise la ville de Bordeaux et ses vins.

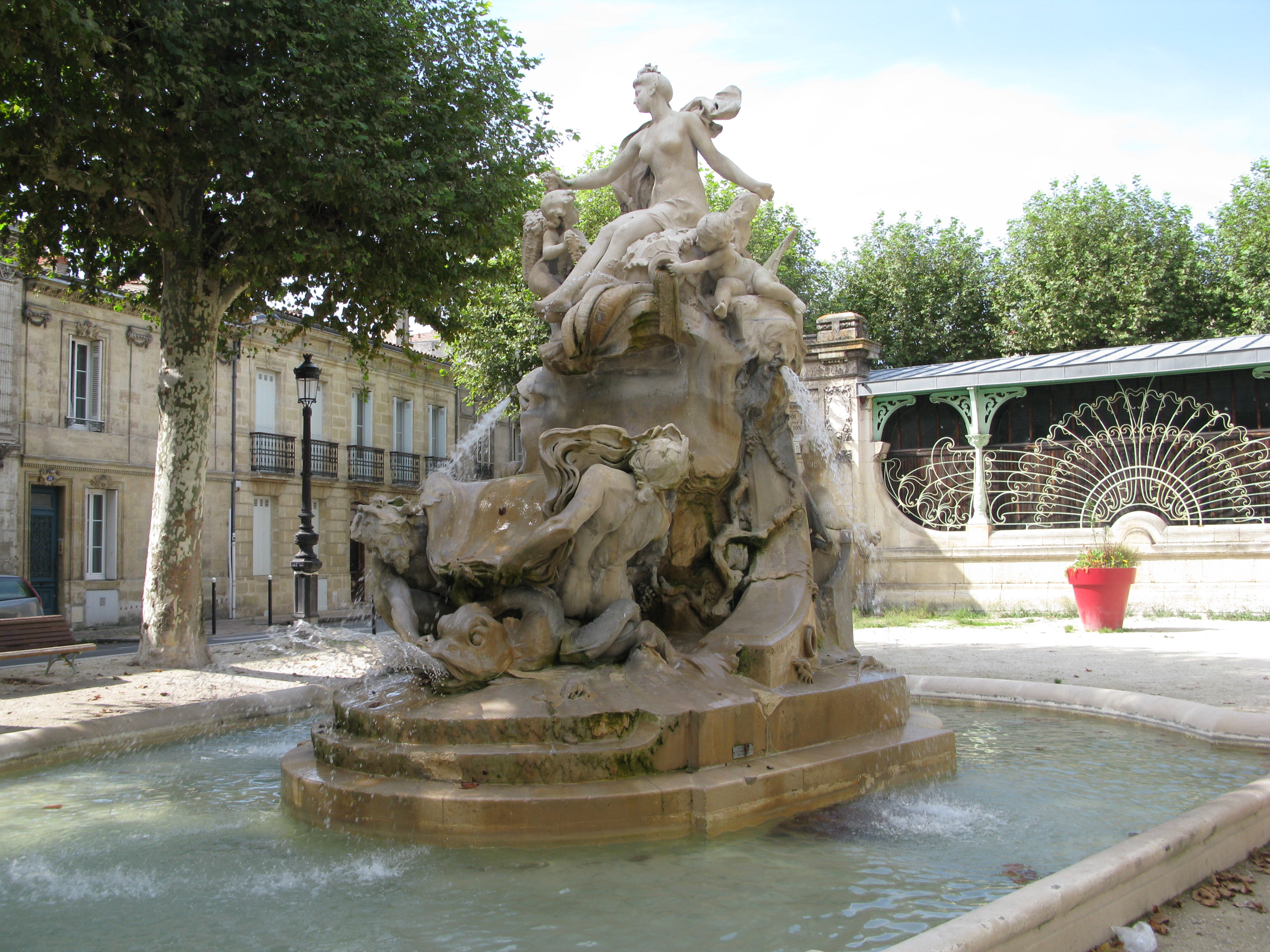
Fontaine de la place Amédée-Larrieu, inaugurée en 1900.

### Sources
- « Amédée Larrieu », dans Adolphe Robert et Gaston Cougny, Dictionnaire des parlementaires français, Edgar Bourloton, 1889-1891 [détail de l’édition]